# Адо-Тымово (станция)
Адо-Тымово — железнодорожная станция Сахалинского региона Дальневосточной железной дороги. Названа по одноимённому селу.

## История
Станция открыта в 1979 году в составе пускового участка Тымовск — Ноглики.

## Деятельность
По параграфу станция не предназначена для грузовых отправлений.
По станции осуществляется остановка грузо-пассажирского поезда № 951 сообщением Тымовск — Ноглики. Скорый поезд № 001/002 сообщением Южно-Сахалинск — Ноглики проходит станцию без остановки.